# わいもくん
わいもくんとは、トータス松本によって作られたキャラクターでウルフルズのマスコットキャラクターでもある。

## キャラクター
わいもくん（声優：中村豆千代）
主人公。1人ぼっちでいたときの名前はわいくん。仲間と出会ったことからわいもくんになった。決め台詞は『わいも～!』。
うちもちゃん（声優：中村豆千代）
大好きだった犬のハピと永遠のお別れで、泣いてばかりいた時にわいもくんと出会う。決め台詞は『うちも～!』。
メタハン坊や（声優：弘石美保）
メタルハンドから生まれた。特技はギター。決め台詞は『メッタハ～ン!』。
ホンキーマン（声優：トモチ）
優しくて力持ち。特技は筋トレ。決め台詞は『ホンキー!』。
イコイコ
電車の形をした家。わいもくんたち4人はイコイコで移動しながらくらしている。特徴は家型電車。

## テレビアニメ
2009年10月6日から2011年5月13日までMUSIC ON! TVにて放送された。

### スタッフ
- 原作：トータス松本
- 脚本&構成：福田雄一
- 監督&脚本：石川智久
- 音楽：コジロウ
- アニメーション制作：アニマ
- 制作：きいろいかおしてババンバン製作委員会（ワーナーミュージック・ジャパン、ポニーキャニオン、MUSIC ON! TV、タイスケ、アニマ）

### サブタイトル
1. イチャイチャの駅
2. チンチロリンの駅
3. ヒョロヒョロの駅
4. ス～イスイの駅
5. ウシウシの駅
6. シ～ス～の駅
7. パカパカの駅
8. ポックポクの駅
9. ハイチ～ズの駅
10. ハケェコラァの駅
11. ホンノ～ジの駅
12. アセクサッの駅
13. ハッケヨイの駅
14. ウンチッチの駅
15. クリソツの駅
16. ウオンテッドの駅
17. メタギタ～の駅
18. オッパイパイの駅
19. グッショリの駅
20. アイボウの駅
21. シ～シ～シ～の駅
22. ヘ～タイサンの駅
23. ハツコイの駅
24. ナゲナゲの駅
25. オツキミの駅
26. コ～モンの駅
27. イコイコの駅
28. ポンポンの駅
29. ラブラブの駅
30. ダイダッソウの駅
31. ワケワケの駅
32. キンキンの駅
33. バブバブの駅
34. バレンタインの駅
35. オニオニの駅
36. ツケツケの駅
37. バイバイの駅【1】
38. バイバイの駅【2】

### DVD
- わいもくん ～いけいけバンバン編～（2010年8月4日発売[3]）

第1話～第13話収録
特典映像『わいもくん誕生秘話の駅（初回OA時トータス松本コメント）』『わいもくん井戸端の駅（トータス松本×福田雄一×石川智久 座談会）』『パイロット版未公開作品「ヨッパライの駅」（約30分）』
- わいもくん ～ちょいちょいポロポロ編～（2011年3月16日発売）

第14話～第27話収録
特典映像『わいもくん えかきうた PV（作詞作曲/トータス松本）』『イコイコの気持ち（ジョン・B・チョッパー オーディオコメンタリー付き映像）「ス～イスイの駅」「ポックポクの駅」「ホンノ～ジの駅」』
- わいもくん ～わいわいホナホナ編～（2012年3月21日発売）

第28話～第40話収録
特典映像『トータス松本のわいもくん絵本朗読』『イコイコの気持ちII（ジョン・B・チョッパー オーディオコメンタリー付き映像）』

## 電子書籍
- わいもくん たんじょうの巻（2012年3月2日発売）

スマートフォン向けアプリ「こえほん」内で配信
講談社より発売された「わいもくん たんじょうの巻」の電子書籍版であり、トータス松本本人の朗読音声が収録されている。